# Bečkovská Vieska
Beckovská Vieska (węg. Beckókisfalu) – dawna wieś, obecnie osiedle (część wsi) w gminie (obci) Kočovce w powiecie Nowe Miasto nad Wagiem, w kraju trenczyńskim, w zachodniej Słowacji. 

## Nazwa
Nazwa miejscowości ulegała zmianom w ciągu wieków: 1396 – Wiezka, 1522 – Wezka Superior, Inferior, 1584 – Wezki, 1586 – Vadzkii alias Kisfalu, 1773 – Vieszka, Wieska, 1808 – Beczkó-Viészka, Wieska, Wěska, 1863 – Wieszka, 1873 – Vjészka, 1877-1902 – Vieszka, 1907-1913 – Beckókisfalu, 1920 – Vieska, 1927-1960 – Beckovská Vieska. 

## Historia
Po raz pierwszy wzmiankowana w 1396 roku w dokumencie Zygmunta Luksemburskiego jako Wiezka. Pierwotnie była własnością szlachecką, następnie przynależną do zamku Beckov. W 1479 r. wymieniana jest jako Kisfalw. W 1598 r. liczyła 24 domy. W 1720 r. miała winnicę i 36 podatników. W 1784 r. w 25 domach mieszkało 35 rodzin i 180 mieszkańców. 
Bečkovská Vieska (Wieszka) należała do Esterházych, Pongráczów i Mednyánszkych. Około 1777 r. majątek Wieszka od hrabiego Pongrácza kupił Maurycy Beniowski. Po powrocie z Baltimore w 1786 r. aż do swojej śmierci mieszkała tu też żona Beniowskiego – Anna Zuzanna z domu Hönsch. 
W 1828 r. wieś liczyła 30 domów i 272 mieszkańców, którzy zajmowali się rolnictwem i gorzelnictwem. W połowie XIX w. mieszkało w miejscowości 228 katolików, 15 ewangelików i 14 żydów.
W 1910 r. było tu 244 mieszkańców, głównie Słowaków. Aż do traktatu z Trianon Beckovská Vieska należała do górnowęgierskiego powiatu Trencsén w komitacie Trencsén na terenie Królestwa Węgier. 
W 1960 przyłączono sąsiednie wsie Beckovská Vieska i Rakoľuby  w obec Kočovce. 

## Geografia
Miejscowość leży w widłach między Wagiem a jego lewym dopływem o nazwie Kalnický potok; 5 km na wschód od Nowego Miasta, między Kočovcami na południu a Rakoľubami (obec Kočovce) i Beckovem na północy. Zachodnią granicę miejscowości wyznacza droga II klasy nr 507. Na północny zachód od miejscowości znajduje się autostradzie D1, na zachód od niej przed węzłem Nové Mesto nad Váhom (skrzyżowanie D1 z drogą II klasy nr 515) znajduje się teren zieleni (las) Beckovská Vieska.
W miejscowości Beckovská Vieska znajduje się rzymskokatolicki kościół Wniebowzięcia Najświętszej Marii Panny, który powstał w 2006 roku z przebudowy kaplicy z przełomu lat 80. i 90. XX wieku. Jest to kościół filialny należący do parafii Nová Ves nad Váhom w dekanacie Nowe Miasto nad Wagiem, w archidiecezji trnawskiej.